# Distrito Municipal de iLembe
iLembe es un distrito municipal de Sudáfrica en la provincia de KwaZulu-Natal.
Comprende una superficie de 3,264 km².
El centro administrativo es la ciudad de KwaDukuza.

## Demografía
Según datos oficiales contaba con una población total de 528 198 habitantes.